# 867 (číslo)
Osm set šedesát sedm je přirozené číslo. Římskými číslicemi se zapisuje DCCCLXVII. Následuje po čísle osm set šedesát šest a předchází číslu osm set šedesát osm.

## Matematika
867 je:
- Deficientní číslo
- Složené číslo
- Nešťastné číslo

## Astronomie
- (867) Kovacia je planetka hlavního pásu, kterou objevil v roce 1917 Johann Palisa

## Roky
- 867
- 867 př. n. l.